# Любиша Тумбакович
Любиша Тумбакович (серб. Љубиша Тумбаковић / Ljubiša Tumbaković, нар. 2 вересня 1952, Белград) — сербський футболіст, що грав на позиції півзахисника. По завершенні ігрової кар'єри — тренер. З 2019 року очолює тренерський штаб збірної Сербії.
Найбільш успішний тренер в історії белградського «Партизана», з яким завоював шість чемпіонських титулів і три національних кубка.

## Клубна кар'єра
Народився в передмісті Белграда, СФРЮ, там же почав грати у футбол за місцеву команду «Раднічкі» (Белград) у 1962 році. Через два роки перейшов до більш сильної футбольної школи клубу «Партизан» (Белград). У 1970 році коли Тумбаковичу виповнилося 18, він був переведений до основного складу. Незважаючи на те, що в офіційних іграх він не брав участь, гравець зіграв в 45 товариських матчах за «Партизан», в яких забив 6 голів.

## Кар'єра тренера
Розпочав тренерську кар'єру, повернувшись до футболу після невеликої перерви, 1980 року, очоливши тренерський штаб «Радничок» (Белград), де пропрацював з 1980 по 1985 рік, а потім ще два роки тренував «Обилич».
У 1989—1990 роках очолював кувейтський «Хайтан», після чого став тренером молодіжної команди «Партизана». Через два роки, після звільнення Івиці Осима Тумбакович був призначений головним тренером першої команди. У цей період «Партизан» переживав спад, однак після приходу на тренерський місток Тумбаковичу вдалося в дебютному сезоні завоювати чемпіонський титул. Всього за кар'єру в «Партизані» Тумбакович шість разів вигравав титул, а також тричі перемагав в Кубку. Ці досягнення привернули увагу скаутів з Греції і Тумбаковича запросили в АЕК, який під його керівництвом фінішував третім.
Перед початком сезону 2000/01 Тумбакович повернувся до Сербії, де знову очолив «Партизан». Однак незважаючи на успіхи у внутрішньому чемпіонаті, коли команда стала чемпіоном сезону 2001/02, в Європі успіхи були досить скромними. Практично після десятиліття в команді, Тумбакович залишив тренерську кар'єру на батьківщині, ставши одним з найуспішніших тренерів в югославському футболі.
У 2003 році Тумбакович деякий час очолював саудівський «Аль-Наср». Після цього він переїхав в Китай, де перед початком сезону 2004 року став головним тренером «Шаньдун Лунена». Тумбакович став другим тренером «Шаньдуна» після Слободана Сантрача, який залишив хороше враження, завоювавши кубок країни і ставши срібним призером чемпіонату. Тумбакович продовжив роботу з командою, яка весь сезон розглядалася претендентом на чемпіонський титул, однак за підсумками сезону 2005 року завоювала лише бронзові медалі і не змогла відстояти кубок. У наступному сезоні команді вдалося зробити золотий дубль, вигравши кубок і ставши чемпіоном країни. У 2008 році клуб знову завоював золоті медалі чемпіонату.
Згодом з липня по жовтень 2010 року працював з іранським «Стіл Азіном», а з серпня по жовтень 2013 року у китайському «Ухань Чжоер».
У січні 2016 року він був призначений тренером збірної Чорногорії.

## Титули і досягнення

### Як тренера
- Чемпіон Союзної Республіки Югославія (6):

«Партизан»: 1992–93, 1993–94, 1995–96, 1996–97, 1998–99, 2001–02
- Володар Кубка Союзної Республіки Югославія (3):

«Партизан»: 1993–94, 1997–98, 2000–01
- Чемпіон Китаю (2):

«Шаньдун Лунен»: 2006, 2008
- Володар Кубка Китаю (2):

«Шаньдун Лунен»: 2004, 2006
- Володар Кубка Суперліги Китаю (1):

«Шаньдун Лунен»: 2004

### Індивідуальні
- Тренер року в СР Югославії (8): 1992, 1993, 1994, 1996, 1997, 1998, 2002, 2003
- Тренер року в Сербії (1): 2006
- Тренер року в Китаї (2): 2006, 2008